# German Open 1960
Die German Open 1960 im Badminton fanden Anfang März 1960 in Bonn statt. Es war die 6. Auflage des Turniers. Zu dieser Zeit waren die Meisterschaften noch unter dem Titel Internationale Meisterschaften von Deutschland bekannt. 

## Austragungsort
Hans-Riegel-Halle

## Sieger und Platzierte
| Disziplin    | Gold                                    | Silber                          | Bronze                                 |
| ------------ | --------------------------------------- | ------------------------------- | -------------------------------------- |
| Herreneinzel | Ferry Sonneville                        | Lee Kin Tat                     | Bertil Glans                           |
| Herreneinzel | Ferry Sonneville                        | Lee Kin Tat                     | Berndt Dahlberg                        |
| Dameneinzel  | Eva Pettersson                          | Karin Rasmussen                 | Inger Kjærgaard                        |
| Dameneinzel  | Eva Pettersson                          | Karin Rasmussen                 | Agnete Friis                           |
| Herrendoppel | Bertil Glans Berndt Dahlberg            | Ferry Sonneville Arne Rasmussen | Bjørn Holst-Christensen Jørgen Hageman |
| Herrendoppel | Bertil Glans Berndt Dahlberg            | Ferry Sonneville Arne Rasmussen | Hugh Findlay John Timperley            |
| Damendoppel  | Agnete Friis Inger Kjærgaard            | Karin Rasmussen Annette Schmidt | Irmgard Latz June Timperley            |
| Damendoppel  | Agnete Friis Inger Kjærgaard            | Karin Rasmussen Annette Schmidt | Luise Schmitz Gunhild Scholz           |
| Mixed        | Bjørn Holst-Christensen Inger Kjærgaard | Hugh Findlay Annette Schmidt    | Arne Rasmussen Karin Rasmussen         |
| Mixed        | Bjørn Holst-Christensen Inger Kjærgaard | Hugh Findlay Annette Schmidt    | Benny Andersen Agnete Friis            |

## Finalergebnisse
| Disziplin    | Sieger                                  | Finalist                        | Ergebnis          |
| ------------ | --------------------------------------- | ------------------------------- | ----------------- |
| Herreneinzel | Ferry Sonneville                        | Lee Kin Tat                     | 15:9, 18:13       |
| Dameneinzel  | Eva Pettersson                          | Karin Rasmussen                 | 4:11, 11:1, 11:5  |
| Herrendoppel | Bertil Glans Berndt Dahlberg            | Ferry Sonneville Arne Rasmussen | 17:14, 15:12      |
| Damendoppel  | Agnete Friis Inger Kjærgaard            | Karin Rasmussen Annette Schmidt | 15:13, 15:6       |
| Mixed        | Bjørn Holst-Christensen Inger Kjærgaard | Hugh Findlay Annette Schmidt    | 9:15, 15:11, 15:9 |

## Referenzen
- Passauer Neue Presse, 8. März 1960, S. 10
- https://badmintonmuseet.dk/wp-content/uploads/2019/06/1960_07.pdf S. 11